# Alexandre Quirin Collard
Alexandre Quirin Collard (gedoopt Maastricht, 3 februari 1735 - aldaar, 16 oktober 1807) was een Nederlands raad en burgemeester van Maastricht.

## Familie
Collard, lid van het geslacht Collard, was een zoon van mr. Quirijn Collard (1682-1757), schepen en raad van Maastricht, en Albertine Reinin(c)k (1706-1784). Hij trouwde in 1759 met Sara Kervel (1734-voor 1807). Uit dit huwelijk werden verschillende kinderen geboren, onder wie mr. Quirinus Alexander Collard (1766-1805), vicehoogschout van Maastricht, en mr. Isaäc Collard (1774-1828), burgemeester van Assen.

## Loopbaan
Collard studeerde rechten en was vervolgens werkzaam als jurist. In Maastricht vervulde Collard vanaf 1758 diverse publieke ambten. Zo was hij Brabants schepen (1758 en 1760), gezworen raad (1762, 1766, 1768, 1772, 1778 en 1786), schepen (1764, 1770, 1774 1776, 1780, 1782, 1784, 1786, 1790) en burgemeester (1788 en 1792).
- International Standard Name Identifier: 0000 0003 9707 6943
- Nederlandse Thesaurus van Auteursnamen: 074143476
- Virtual International Authority File: 292178487
- WorldCat: E39PBJycV6djQPWv9TD9ryDrMP